# Box-office 2021 au Canada et aux États-Unis
Cet article traite du box-office de 2021 au Canada et aux États-Unis.

## Classement
En raison de la pandémie de Covid-19, la fréquentation des cinémas a fortement diminué. Pour un meilleur aperçu du box-office cette année-là, un tableau représentant les films  ayant dépassé 40 000 000 $ de recettes au Canada et aux États-Unis est nécessaire.
| Rang | Titre                                                           | Pays | Réalisateur(s)                               | Budget en USD | Recettes      | Week-End |
| ---- | --------------------------------------------------------------- | ---- | -------------------------------------------- | ------------- | ------------- | -------- |
| 1.   | Spider-Man: No Way Home                                         |      | Jon Watts                                    | 200 000 000   | 804 779 335 $ | 16 (fin) |
| 2.   | Shang-Chi et la Légende des Dix Anneaux                         |      | Destin Daniel Cretton                        | 150 000 000   | 224 543 292 $ | 13 (fin) |
| 3.   | Venom: Let There Be Carnage                                     |      | Andy Serkis                                  | 110 000 000   | 212 638 437 $ | 14 (fin) |
| 4.   | Black Widow                                                     |      | Cate Shortland                               | 200 000 000   | 183 651 655 $ | 14 (fin) |
| 5.   | Fast and Furious 9                                              |      | Justin Lin                                   | 200 000 000   | 173 005 945 $ | 15 (fin) |
| 6.   | Les Éternels                                                    |      | Chloé Zhao                                   | 200 000 000   | 164 870 234 $ | 12 (fin) |
| 7.   | Tous en scène 2                                                 |      | Garth Jennings                               | 75 000 000    | 162 790 990 $ | 17 (fin) |
| 8.   | Mourir peut attendre                                            |      | Cary Joji Fukunaga                           | 250 000 000   | 160 847 952 $ | 10 (fin) |
| 9.   | Sans un bruit 2                                                 |      | John Krasinski                               | 61 000 000    | 160 072 261 $ | 13 (fin) |
| 10.  | SOS Fantômes : L'Héritage                                       |      | Jason Reitman                                | 75 000 000    | 129 360 575 $ | 16 (fin) |
| 11.  | Free Guy                                                        |      | Shawn Levy                                   | 100 000 000   | 121 626 598 $ | 16 (fin) |
| 12.  | Jungle Cruise                                                   |      | Jaume Collet-Serra                           | 200 000 000   | 116 987 516 $ | 17 (fin) |
| 13.  | Dune                                                            |      | Denis Villeneuve                             | 165 000 000   | 108 327 830 $ | 20 (fin) |
| 14.  | Godzilla vs Kong                                                |      | Adam Wingard                                 | 200 000 000   | 100 563 133 $ | 13 (fin) |
| 15.  | Encanto : La Fantastique Famille Madrigal                       |      | Byron Howard Jared Bush Charise Castro Smith | 120 000 000   | 96 093 622 $  | 19 (fin) |
| 16.  | Halloween Kills                                                 |      | David Gordon Green                           | 20 000 000    | 92 002 155 $  | 10 (fin) |
| 17.  | Cruella                                                         |      | Craig Gillespie                              | 100 000 000   | 86 103 234 $  | 16 (fin) |
| 18.  | Space Jam : Nouvelle ère                                        |      | Malcolm D. Lee                               | 100 000 000   | 70 528 072 $  | 13 (fin) |
| 19.  | Conjuring : Sous l'emprise du Diable                            |      | Michael Chaves                               | 39 000 000    | 65 565 074 $  | 12 (fin) |
| 20.  | Candyman                                                        |      | Nia DaCosta                                  | 25 000 000    | 61 186 570 $  | 11 (fin) |
| 21.  | Baby Boss 2 : Une affaire de famille                            |      | Tom McGrath                                  | 84 000 000    | 57 300 280 $  | 16 (fin) |
| 22.  | La Famille Addams 2 : Une virée d'enfer                         |      | Conrad Vernon Greg Tiernan                   | 47 000 000    | 56 489 153 $  | 12 (fin) |
| 23.  | The Suicide Squad                                               |      | James Gunn                                   | 185 000 000   | 55 800 219 $  | 10 (fin) |
| 24.  | Raya et le Dernier Dragon                                       |      | Carlos López Estrada Don Hall                | 100 000 000   | 54 723 032 $  | 24 (fin) |
| 25.  | House of Gucci                                                  |      | Ridley Scott                                 | 75 000 000    | 53 809 574 $  | 15 (fin) |
| 26.  | Demon Slayer: Kimetsu no Yaiba - Le film : Le train de l'Infini |      | Haruo Sotozaki                               | n/a           | 49 505 008 $  | 7 (fin)  |
| 27.  | Clifford                                                        |      | Walt Becker                                  | 64 000 000    | 48 947 356 $  | 13 (fin) |
| 28.  | Old                                                             |      | M. Night Shyamalan                           | 18 000 000    | 48 242 510 $  | 12 (fin) |
| 29.  | Tom et Jerry                                                    |      | Tim Story                                    | 79 000 000    | 46 041 123 $  | 17 (fin) |
| 30.  | American Nightmare 5 : Sans Limites                             |      | Everardo Gout                                | 18 000 000    | 44 539 245 $  | 13 (fin) |
| 31.  | Mortal Kombat                                                   |      | Simon McQuoid                                | 100 000 000   | 42 201 013 $  | 9 (fin)  |
| 32.  | Pierre Lapin 2 : Panique en ville                               |      | Will Gluck                                   | 45 000 000    | 40 336 536 $  | 9 (fin)  |
| 33.  | La Pat' Patrouille : Le Film                                    |      | Cal Brunker                                  | 26 000 000    | 40 127 371 $  | 8 (fin)  |

## Box-office par semaine
| #  | Date              | Film no 1                                                       | Recettes      |
| -- | ----------------- | --------------------------------------------------------------- | ------------- |
| 1  | 1er janvier 2021  | Wonder Woman 1984                                               | 5 500 000 $   |
| 2  | 8 janvier 2021    | Wonder Woman 1984                                               | 3 000 000 $   |
| 3  | 15 janvier 2021   | Le Vétéran                                                      | 3 225 000 $   |
| 4  | 22 janvier 2021   | Le Vétéran                                                      | 2 029 944 $   |
| 5  | 29 janvier 2021   | Une affaire de détails                                          | 4 700 000 $   |
| 6  | 5 février 2021    | Une affaire de détails                                          | 2 100 000 $   |
| 7  | 12 février 2021   | Le Vétéran                                                      | 1 085 000 $   |
| 8  | 19 février 2021   | Les Croods 2 : une nouvelle ère                                 | 1 718 455 $   |
| 9  | 26 février 2021   | Tom et Jerry                                                    | 13 710 000 $  |
| 10 | 5 mars 2021       | Raya et le Dernier Dragon                                       | 8 502 498 $   |
| 11 | 12 mars 2021      | Raya et le Dernier Dragon                                       | 5 706 633 $   |
| 12 | 19 mars 2021      | Raya et le Dernier Dragon                                       | 5 129 473 $   |
| 13 | 26 mars 2021      | Nobody                                                          | 6 820 100 $   |
| 14 | 2 avril 2021      | Godzilla vs Kong                                                | 32 200 000 $  |
| 15 | 9 avril 2021      | Godzilla vs Kong                                                | 13 380 000 $  |
| 16 | 16 avril 2021     | Godzilla vs Kong                                                | 7 705 000 $   |
| 17 | 23 avril 2021     | Mortal Kombat                                                   | 23 302 503 $  |
| 18 | 30 avril 2021     | Demon Slayer: Kimetsu no Yaiba - Le film : Le train de l'Infini | 6 412 933 $   |
| 19 | 7 mai 2021        | Un homme en colère                                              | 8 309 007 $   |
| 20 | 14 mai 2021       | Spirale : L'Héritage de Saw                                     | 8 725 000 $   |
| 21 | 21 mai 2021       | Spirale : L'Héritage de Saw                                     | 4 550 000 $   |
| 22 | 28 mai 2021       | Sans un bruit 2                                                 | 48 385 000 $  |
| 23 | 4 juin 2021       | Conjuring : Sous l'emprise du Diable                            | 24 104 332 $  |
| 24 | 11 juin 2021      | Conjuring : Sous l'emprise du Diable                            | 5 600 000 $   |
| 25 | 18 juin 2021      | Hitman and Bodyguard 2                                          | 11 397 820 $  |
| 26 | 25 juin 2021      | Fast and Furious 9                                              | 70 043 165 $  |
| 27 | 2 juillet 2021    | Fast and Furious 9                                              | 24 000 000 $  |
| 28 | 9 juillet 2021    | Black Widow                                                     | 80 936 776 $  |
| 29 | 16 juillet 2021   | Space Jam : Nouvelle ère                                        | 31 053 362 $  |
| 30 | 23 juillet 2021   | Old                                                             | 16 854 735 $  |
| 31 | 30 juillet 2021   | Jungle Cruise                                                   | 35 018 731 $  |
| 32 | 6 août 2021       | The Suicide Squad                                               | 26 205 415 $  |
| 33 | 13 août 2021      | Free Guy                                                        | 28 365 416 $  |
| 34 | 20 août 2021      | Free Guy                                                        | 18 504 022 $  |
| 35 | 27 août 2021      | Candyman                                                        | 22 001 750 $  |
| 36 | 3 septembre 2021  | Shang-Chi et la Légende des Dix Anneaux                         | 75 388 688 $  |
| 37 | 10 septembre 2021 | Shang-Chi et la Légende des Dix Anneaux                         | 34 701 070 $  |
| 38 | 17 septembre 2021 | Shang-Chi et la Légende des Dix Anneaux                         | 21 670 751 $  |
| 39 | 24 septembre 2021 | Shang-Chi et la Légende des Dix Anneaux                         | 13 031 411 $  |
| 40 | 1er octobre 2021  | Venom: Let There Be Carnage                                     | 90 033 210 $  |
| 41 | 8 octobre 2021    | Mourir peut attendre                                            | 55 225 007 $  |
| 42 | 15 octobre 2021   | Halloween Kills                                                 | 49 404 980 $  |
| 43 | 22 octobre 2021   | Dune                                                            | 41 011 174 $  |
| 44 | 29 octobre 2021   | Dune                                                            | 15 413 486 $  |
| 45 | 5 novembre 2021   | Les Éternels                                                    | 71 297 219 $  |
| 46 | 12 novembre 2021  | Les Éternels                                                    | 26 850 128 $  |
| 47 | 19 novembre 2021  | SOS Fantômes : L'Héritage                                       | 44 008 406 $  |
| 48 | 26 novembre 2021  | Encanto : La Fantastique Famille Madrigal                       | 40 567 273 $  |
| 49 | 3 décembre 2021   | Encanto : La Fantastique Famille Madrigal                       | 13 147 618 $  |
| 50 | 10 décembre 2021  | West Side Story                                                 | 10 574 618 $  |
| 51 | 17 décembre 2021  | Spider-Man: No Way Home                                         | 260 138 569 $ |
| 52 | 24 décembre 2021  | Spider-Man: No Way Home                                         | 84 548 505 $  |
| 53 | 31 décembre 2021  | Spider-Man: No Way Home                                         | 56 023 590 $  |